# The Heart Is Deceitful Above All Things
The Heart Is Deceitful Above All Things (titulada El corazón es engañoso por sobre todas las cosas en Hispanoamérica y El corazón es mentiroso en España) es una película de 2004 dirigida por Asia Argento. Está protagonizada por Asia Argento, Jimmy Bennett, Dylan Sprouse, Cole Sprouse, Marilyn Manson, Peter Fonda y Ornella Muti. La película se estrenó el 15 de mayo de 2004 en Francia y el 10 de marzo de 2006 en Estados Unidos. 

## Sinopsis
La vida de Jeremiah (Jimmy Bennett) no es un cuento de hadas. Educado por unos abuelos fundamentalistas (Peter Fonda y Ornella Muti), y llegando a mantener relaciones sexuales con hombres disfrazado de mujer ante la indiferencia de su abusiva madre (Asia Argento), sus días y sus noches se han convertido en un infierno poblado de ogros perversos.  

## Reparto
- Asia Argento – Sarah
- Jimmy Bennett – Jeremiah – 7 años
- Dylan Sprouse y Cole Sprouse – Jeremiah
- Marilyn Manson – Jackson
- Peter Fonda – Abuelo
- Ornella Muti – Abuela

- Datos: Q1319963